# Непа (річка)
Непа (рос. Непа) — річка в Азії, у центрально-південній частині Східного Сибіру, протікає територією Катангського району Іркутської області Росії. Ліва притока Нижньої Тунгуски. Належить до водного басейну річки Єнісей → Карського моря.

## Географія
Річка бере свій початок на Ангарському кряжі, на висоті 540 м над рівнем моря. Тече в східному, потім північному і знову у східному напрямку, територією Середньосибірського плоскогір'я, у сильно звивистому руслі, у глибокій долині. Впадає, з лівого берега, у Нижню Тунгуску, за 2477 км від її гирла та за 2 км нижче від села Непа, на висоті 240 м.
Довжина річки — 683 км. Необхідно зазначити, що відстань від витоку Непи до гирла Нижньої Тунгуски становить 3160 км, що на 171 км більше за довжину самої Нижньої Тунгуски (2989 км). Площа басейну — 19100 км². Повне падіння рівня русла від витоку до гирла становить 300 м, що відповідає середньому похилу русла — 0,44 м/км.
Швидкість течії міняється в залежності від рельєфу поверхні, і коливається в межах 0,4-0,6 м/с — у верхній течії, 0,4-0,8 — в середній та нижній течії. Ширина русла у верхній течії доходить до 20-60 м, при глибині — 1,0-2,0 м, в середній течії ширина доходить до 55—64 м, при глибині — 1,1-1,5 м; в нижній течії ширина коливається в межах 55—107 м, місцями доходить до 125 м, при глибині — до 1,4-2,0 м. Дно русла річки складається місцями із твердих ґрунтових порід, місцями — кам'янисте. Придатна для сплаву. Судноплавна від села Токма до гирла протягом 532 км.

## Гідрологія
Живлення переважно снігове. Замерзає в жовтні, розкривається у 2-й половині травня. Максимум повені у травні, яка поступово спадає до вересня місяця, межень у листопаді — квітні.
За період спостереження протягом 31 року (періоди 1966–1989 та 1993–1999) на станції у селі Іка, за 185 км від гирла, середньорічна витрата води річки становила 62 м³/с для водного басейну 15000 км², що становить майже 77 % від загальної площі басейну річки (19100 км²). Величина прямого стоку в цілому по цій частині басейну становила — 130 міліметра на рік, що вважається середнім для цієї області.
За період спостереження встановлено, що мінімальний середньомісячний стік був 5,51 м³/с (у березні), що становить менше 1,5 % максимального середньомісячного стоку, який відбувається у травні місяці та становить — 379 м³/с і вказує на доволі велику амплітуду сезонних коливань.
За період спостереження, абсолютний мінімальний місячний стік (абсолютний мінімум) був 1,37 м³/с (у межень квітня 1969 року), абсолютний максимальний місячний стік (абсолютний максимум) становив 577 м³/с (у травні 1983 року).

## Притоки
Річка Непа приймає близько сотні приток, довжиною 10 км і більше. Найбільших із них, довжиною понад 50 км і більше — 8, із них понад 100 км — 3 (від витоку до гирла):
| Назва притоки              | Довжина,(км) | Площа водозбірного басейну, (км²) | Відстань від гирла р. Непи, (км) | Витрата води,(м³/с) |
| -------------------------- | ------------ | --------------------------------- | -------------------------------- | ------------------- |
| ← Хушман                   | 51           | 311                               | 614                              |                     |
| → Чамбета                  | 119          | 1010                              | 576                              |                     |
| → Кия                      | 91           | 940                               | 545                              |                     |
| → Суринда                  | 181          | 2340                              | 435                              |                     |
| → Чандакан                 | 73           | 660                               | 368                              |                     |
| → Чангиль                  | 141          | 1460                              | 346                              |                     |
| → Чинягда (Велика Чинягда) | 58           | 380                               | 193                              |                     |
| → Іка (Велика Іка)         | 80           | 1080                              | 184                              |                     |
| → Якано (Велика Якано)     | 49           |                                   | 96                               |                     |

## Населенні пункти
Басейн і береги річки малозаселені. На берегах розташовані кілька невеликих населених пунктів, споруди зимників та мисливські будиночки (від витоку до гирла): села Токма, Волокой (нежиле), Бур, Іка, зимник Березина, села Аян, Доткон (нежиле), Непа.